# あたしはバンビ
『あたしはバンビ』は、槙ようこによる少女漫画作品。「りぼん」（集英社）にて、2001年4月号〜2002年2月号に連載。全11話。単行本は全3巻。

## あらすじ
さえない中学時代をすごしていた吉村麻衣は、高校生になったら生まれ変わろうと決意。気合いを入れて迎えた入学式で早速、石垣泉に一目ボレ。しかも、隣の席になる。だが、クールな泉は、麻衣のことを相手にしない。そのくせ、さりげなく麻衣をなぐさめてくれる。そんな泉のことを麻衣はますます好きになっていったが、麻衣にはライバルがいる。泉と小学校からの友人の東八重蔵だ。八重蔵は、麻衣と同じように泉のことが好きなのだ。

## 登場人物
吉村 麻衣（よしむら　まい）
彼氏を作ろうと気合い十分の高校1年生。サエない中学時代を送る。泉のことが好き。
石垣 泉（いしがき　せん）
麻衣が一目ボレした隣の席の男の子。
東 八重蔵（あずま　やえぞう）
泉と小学校からの友達。泉のことを好き。
半沢 未波（はんざわ　みなみ）
泉の元彼女。高校1年生。後に泉とヨリを戻す。